# Rütlirapport
Der Rütlirapport ist ein Ereignis der Schweizer Militärgeschichte, das am 25. Juli 1940 stattfand.
An diesem Tag bestellte der Oberbefehlshaber der Schweizer Armee, General Henri Guisan, sämtliche höheren Offiziere (ab Grad Major) zum Rapport auf die Rütliwiese. Er informierte sie über den Reduit-Plan, im Falle eines Angriffs der Achsenmächte die Verteidigung der Schweiz auf das Gebiet der Alpen mit den wichtigen Passübergängen, vor allem dem Gotthardmassiv zu konzentrieren und alle Zufahrten zu den Bergen notfalls zu zerstören. Sein Operationsbefehl Nr. 12 vom 17. Juli 1940 hatte die Verschiebung von fünf Divisionen (Div 1, 3, 8; 7 und 9 waren bereits dort) in die Voralpen und Alpen veranlasst.

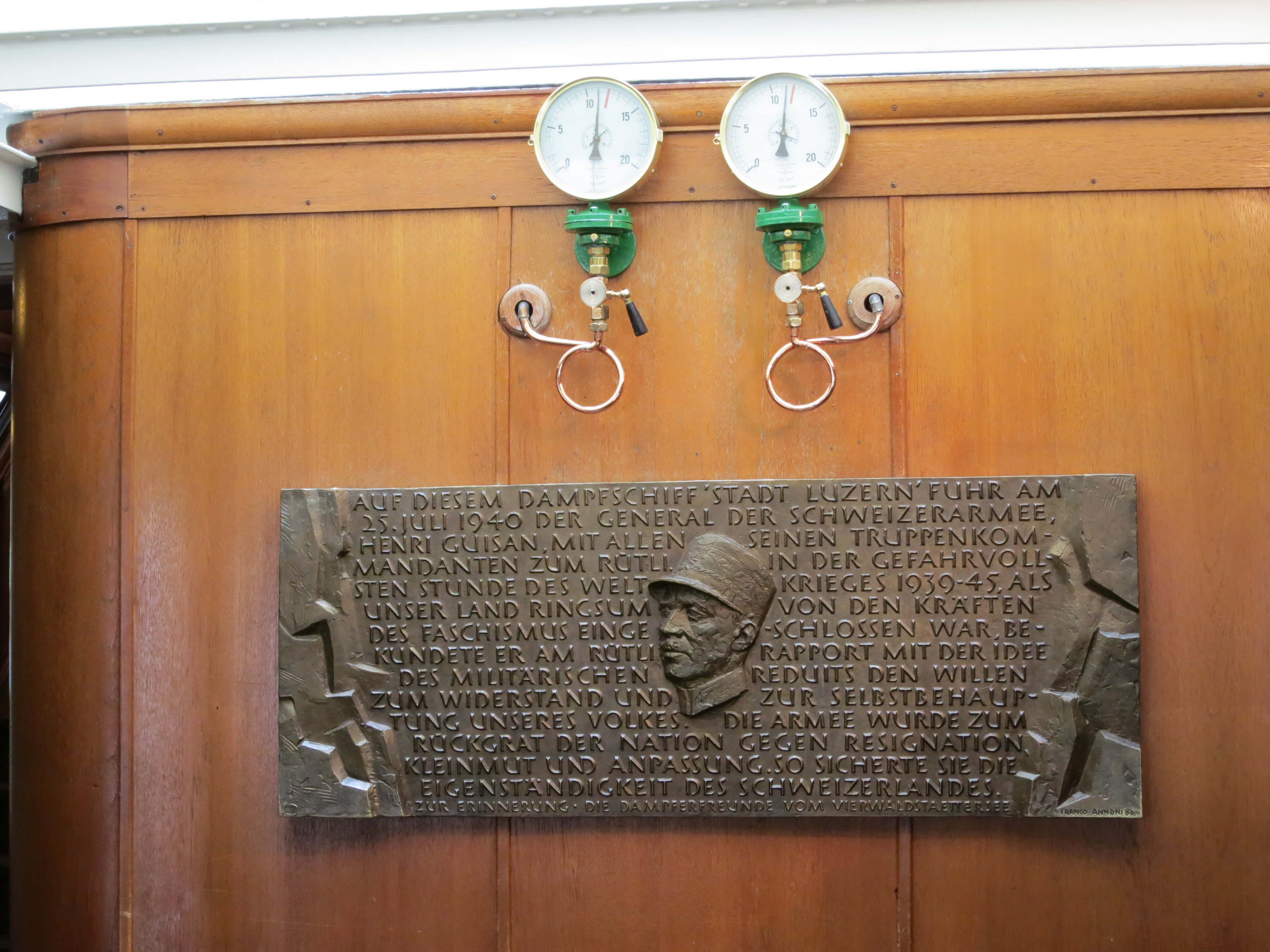
Plakette im Dampfschiff Stadt Luzern zur Erinnerung an die Fahrt des Generals und seiner Offiziere zum Rütli

Die an diesem Rapport ausgegebenen Befehle über die Verteidigung des Landes im Zweiten Weltkrieg wurden als Botschaft der Abschreckung gegenüber den Achsenmächten Deutschland und Italien formuliert und haben die politischen, wirtschaftlichen sowie diplomatischen Massnahmen der Schweizer Regierung in Bern flankiert.

„Solange in Europa Millionen von Bewaffneten stehen und solange bedeutende Kräfte jederzeit gegen uns zum Angriff schreiten können, hat die Armee auf ihrem Posten zu stehen.“

Den Hintergrund bildete die Tatsache, dass die Schweiz nach dem Fall Frankreichs am 22. Juni 1940 komplett von den Achsenmächten eingeschlossen war und damals ein Angriff auf die Schweiz nicht ausgeschlossen werden konnte. Dies bewirkte in Teilen der schweizerischen Öffentlichkeit eine Panik, die auch die Regierung, den Bundesrat, ergriffen zu haben schien: Am 25. Juni hielt der Aussenminister und damalige Bundespräsident Marcel Pilet-Golaz eine Radioansprache, um die Gemüter zu beruhigen. Da Pilet-Golaz jedoch von «Anpassungen an die neuen Verhältnisse» sprach, konnte man daraus eine Aufforderung herauslesen, sich mit den Achsenmächten zu arrangieren.
Aufgrund dieser Konstellation erhielt der Rütlirapport im kollektiven Bewusstsein der Schweiz einen besonderen Platz als Manifestation eines unbeugsamen Unabhängigkeitswillens an einem geschichtsträchtigen Ort und in schwerer Zeit. Diese Darstellung gilt aber mittlerweile vor allem bei jüngeren Historikern als überholt. Guisan-Biograph Willi Gautschi weist etwa darauf hin, dass grosse Teile der Rede erst später so redigiert wurden, wie sie ins kollektive Gedächtnis aufgenommen wurden. Guisan hatte sich jedoch nicht an das Manuskript gehalten und hatte auf dem Rütli frei gesprochen und sich auf die militärischen Aspekte konzentriert, während das Manuskript gesellschaftspolitische Wendungen enthalten hatte. Die gesamte Armeespitze – ausser Generalstabsoffiziere – zum Rütli zu bringen barg durchaus Risiko, welches viele der teilnehmenden 650 Offiziere beunruhigte. Ein Anschlag hätte die Schweizer Armee nahezu führungslos machen können.
Im schweizerischen öffentlichen Leben wurde Pilet-Golaz, der 1944 zurücktreten musste, zum Symbol des Defätismus und General Guisan – bis in die 1960er-Jahre unangefochten – zu demjenigen des Widerstands.